# Ulrich Maier (Mönch)
Ulrich III. Maier († 31. Januar 1465 in Muri) war ein Schweizer Benediktinermönch. Er war Abt des Klosters Muri in den Freien Ämtern (im heutigen Kanton Aargau).
Wann genau Maier das Amt des Abtes antrat, ist nicht überliefert. Es muss aber um das Jahr 1439 gewesen sein. Die erste urkundliche Erwähnung erfolgte am 1. Juli 1439 anlässlich der Zahlung seiner Annaten. Möglicherweise stammte Maier aus Zürich, da die Stadt sich für eine Ermässigung des Betrages eingesetzt hatte.